# Hans von Pindo
Carl Johann Florian Nikolides Edler von Pindo, bekannt als Hans von Pindo, (* 12. Juli 1851 in Oberdöbling bei Wien; † 7. Januar 1923 in Graz-Geidorf) war ein österreichischer Theaterschauspieler und Theaterregisseur.

## Leben
Der Sohn eines Beamten der Donaudampfschiffahrtsgesellschaft wurde für den Kaufmannsstand bestimmt, allein er nahm Unterricht bei Eduard und Franz Kierschner, und nach kaum einjährigem Studium betrat er 1870 als „Kosinsky“ in Amsterdam zum ersten Mal die Bühne, wirkte 1871 und 1872 in Dortmund, von 1872 bis 1873 in Mainz, von 1873 bis 1874 am Berliner Nationaltheater (Antrittsrolle „Mortimer“), 1875 in Leipzig (Antrittsrolle „Bruno“ in „Müller und sein Sohn“), von 1876 bis 1877 Hoftheater Kassel (Antrittsrolle „Carlos“) und trat 1878 in den Verband des Münchner Hoftheaters.
1901 befand er sich immer noch (oder wieder) in München, 1907 in Salzburg, wo man ihn auch als Spielleiter beschäftigte. Anschließend ist er als Regisseur und Schauspieler bis in die 20er Jahre hinein in Graz nachweisbar.
Pindo war mit Marie Raabe, verheiratet. Beider Tochter Hedwig von Pindo wurde ebenfalls Schauspielerin.